# Miloš Krasić
Miloš Krasić, in serbo Милош Красић? (Kosovska Mitrovica, 1º novembre 1984), è un ex calciatore serbo, di ruolo centrocampista.
Dopo gli esordi al Vojvodina, si trasferisce al CSKA Mosca, vincendo due campionati (2005 e 2006), quattro coppe (2005, 2006, 2008 e 2009), quattro supercoppe nazionali (2004, 2006, 2007 e 2009) e la Coppa UEFA 2004-2005. Nel 2012 si aggiudica uno scudetto con la Juventus, per poi vestire i colori di Fenerbahçe, Bastia e Lechia Danzica a fine carriera.
Nazionale serbo, con l'Under-21 ha partecipato a tre fasi finali del campionato europeo, perdendo due finali (2004 e 2007) e arrivando al terzo posto nel 2006. Ha partecipato alle Olimpiadi 2004 con la selezione olimpica della Serbia-Montenegro.

## Biografia
Ha due fratelli calciatori, Bojan e Ognjen, ed è cugino di Marko Krasić, anche lui calciatore professionista.

## Caratteristiche tecniche
Esterno d'attacco molto veloce, dotato di una forte progressione con cui superare gli avversari e bravo negli inserimenti in spazi stretti, da giovane era anche veloce nel giungere alla conclusione e forte atleticamente, possedendo una buona abilità tecnica e precisione nel crossare. Giocava prevalentemente con il piede destro, cercando di usare il meno possibile il sinistro.
Indisciplinato tatticamente, a causa delle sue sofferenze tattiche ha trovato poco spazio nella Juventus allenata da Antonio Conte. Preferiva essere schierato sulla fascia destra dove, grazie alla sua rapidità, riusciva a saltare l'avversario per poi crossare o addentrarsi nell'area di rigore avversaria e rendersi di conseguenza pericoloso. Poteva giocare sia sulla fascia sinistra sia su quella destra.
Negli anni trascorsi in Italia alla Juventus è stato accostato a Pavel Nedvěd, storico centrocampista ceco della squadra bianconera, venendo spesso definito "un nuovo Nedved" per l'aspetto fisico simile, la provenienza dall'Europa orientale, il ruolo e la grande facilità di corsa. Con l'approdo nel campionato polacco, Krasić si adatta a giocare da centrocampista centrale.

## Carriera

### Club

#### Gli inizi
Cresce nel settore giovanile della squadra della sua città, il Rudar Kosovska Mitrovica. Nel 1999, all'età di quattordici anni, si trasferisce al Fudbalski klub Vojvodina, con cui rimane fino al 2004, diventandone il capitano. Con la maglia del Vojvodina Novi Sad ha totalizzato in tutto 77 presenze e 7 gol (tutti in campionato).

#### CSKA Mosca

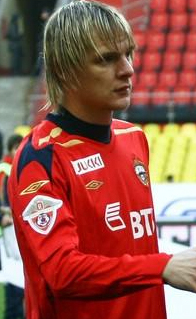
Krasić nel 2008 con la maglia del CSKA Mosca

Nel gennaio del 2004 si trasferisce in Russia, al CSKA Mosca, con cui vince due campionati russi (2005 e 2006), altrettante Coppe di Russia (2005 e 2006), tre Supercoppe di Russia (2004, 2006, 2007) e il primo trofeo internazionale nella storia del club: la Coppa UEFA 2004-2005.
In sette stagioni con la maglia del CSKA Mosca ha totalizzato 150 presenze e 26 gol in campionato, 51 presenze e 5 gol fra Champions League e Coppa UEFA, 23 presenze e 2 gol nella Coppa di Russia e 5 presenze nella Supercoppa di Russia per un totale di 229 presenze e 33 gol. Il 29 dicembre 2009 è stato anche eletto miglior calciatore serbo dell'anno, dopo aver segnato nello stesso anno 13 gol.

#### Juventus
Il 21 agosto 2010 viene ufficializzato il suo trasferimento in Italia alla Juventus per 15 milioni di euro. Il debutto nel campionato arriva il 29 agosto seguente nella trasferta persa contro il Bari (1-0), alla 1ª giornata. Il 26 settembre, alla 5ª giornata, realizza una tripletta nella partita casalinga vinta contro il Cagliari (4-2), trovando così i primi gol in bianconero. Meno di un mese dopo, il 21 ottobre, entra in campo nel secondo tempo durante la trasferta di Europa League contro il Salisburgo (1-1) segnando, su assist di Paolo De Ceglie, il primo gol nelle coppe europee con la maglia bianconera. Nel corso della stagione subisce una squalifica di due giornate per condotta antisportiva e uno stiramento che lo costringerà a restare fuori per circa un mese. Conclude la sua prima stagione in bianconero con 33 presenze e 7 gol in campionato, 2 presenze e un gol in Coppa Italia e 6 presenze e un gol in Europa League per un totale di 41 presenze e 9 gol, giocando da protagonista in positivo la prima parte di stagione, e calando di condizione fisica nella seconda parte, anche perché abituato a giocare nel campionato russo, all'epoca disputato nel singolo anno solare e non a cavallo tra due anni come quello italiano.
La stagione successiva non riesce a imporsi come titolare poiché il nuovo tecnico Antonio Conte cambia modulo, passando dal 4-4-2 tipicamente usato dal predecessore Luigi Delneri al 3-5-2, e preferisce altri esterni migliori dal punto di vista tattico rispetto al serbo. Trova il primo (e unico) gol stagionale in occasione di Catania-Juventus (1-1), complice un errore del portiere Mariano Andújar. Il 6 maggio 2012 conquista lo scudetto con la maglia bianconera con una giornata d'anticipo. Termina la stagione con sole 7 presenze.

#### Fenerbahçe e prestito al Bastia

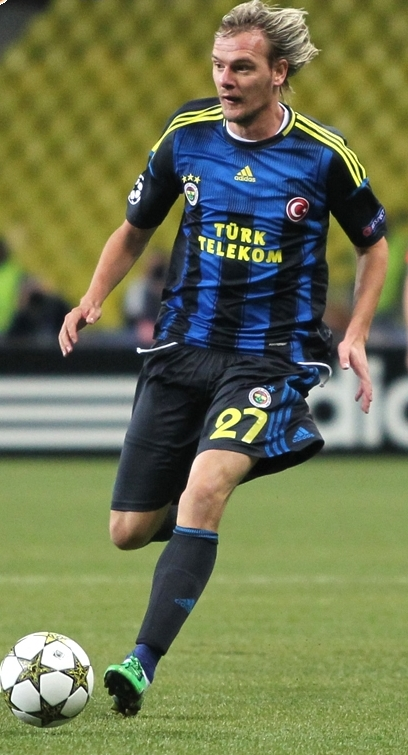
Krasić con la maglia del Fenerbahçe nel 2013.

Il 2 agosto 2012 il Fenerbahçe comunica di aver acquistato il giocatore per 7 milioni di euro con un contratto quadriennale da 2,3 milioni a stagione più 12.500 euro come bonus-partita. Arrivato in Turchia, Krasic non riesce a rendere quanto sperato, complice un infortunio procuratosi nel match di ritorno contro lo Spartak Mosca, valido per i preliminari di Champions League. Tornato dall'infortunio non riesce a imporsi nuovamente tra i titolari a causa di una forma fisica non al meglio e di varie incomprensioni con l'allenatore Aykut Kocaman. Durante la stagione colleziona 21 presenze, una rete (in Türkiye Kupası contro il Göztepe) e due assist.
Il 30 agosto 2013 passa ai francesi del Bastia con la formula del prestito. Il 4 ottobre seguente realizza la sua prima rete con la nuova maglia, nella vittoria per 4-1 contro il Lorient. Torna a segnare il 1º dicembre nella partita contro l'Evian (2-0). Chiude l'annata con 21 presenze tra campionato e coppe, realizzando due gol. A fine stagione quindi ritorna al Fenerbahçe.
Ritornato al Fenerbahçe dopo il prestito al Bastia, non rientrando nei piani del tecnico İsmail Kartal viene messo fuori rosa e aggregato alla squadra riserve del club turco.

#### Lechia Gdańsk
Il 30 agosto 2015 viene acquistato dal Lechia Gdańsk, squadra militante nel massimo campionato polacco, con cui firma un contratto triennale. Il 1º dicembre 2018, rimasto svincolato, si ritira dal calcio giocato.

### Nazionale
Nel 2004 ha partecipato ai campionati europei Under-21 con la nazionale di calcio della Serbia e Montenegro Under-21, arrivando in finale, ma perdendo contro l'Italia. Ha fatto parte all'edizione del 2006, dove giunge fino alle semifinali della competizione. Ha partecipato anche ai campionati europei Under-21 del 2007 con la nazionale serba Under-21, con cui ha raggiunto la finale, persa contro i Paesi Bassi. Ha fatto parte della spedizione serbo-montenegrina all'Olimpiade di Atene 2004. Nel corso delle qualificazioni agli Europei del 2008 ha fatto il debutto con la nazionale maggiore. Viene anche convocato per i Mondiali del 2010 in Sudafrica dove scende in campo in tutte e tre le partite, ma la sua nazionale viene eliminata al primo turno.

## Statistiche

### Presenze e reti nei club
Statistiche aggiornate al 4 luglio 2019.
| Stagione              | Squadra               | Campionato            | Campionato | Campionato | Coppe nazionali | Coppe nazionali | Coppe nazionali | Coppe continentali | Coppe continentali | Coppe continentali | Altre coppe | Altre coppe | Altre coppe | Totale | Totale |
| Stagione              | Squadra               | Comp                  | Pres       | Reti       | Comp            | Pres            | Reti            | Comp               | Pres               | Reti               | Comp        | Pres        | Reti        | Pres   | Reti   |
| --------------------- | --------------------- | --------------------- | ---------- | ---------- | --------------- | --------------- | --------------- | ------------------ | ------------------ | ------------------ | ----------- | ----------- | ----------- | ------ | ------ |
| 2000-2001             | Vojvodina             | SS                    | 1          | 0          | CJ              | ?               | ?               | -                  | -                  | -                  | -           | -           | -           | 1+     | 0+     |
| 2001-2002             | Vojvodina             | SS                    | 26         | 2          | CSM             | ?               | ?               | -                  | -                  | -                  | -           | -           | -           | 26+    | 2+     |
| 2002-2003             | Vojvodina             | SS                    | 23         | 1          | CSM             | ?               | ?               | -                  | -                  | -                  | -           | -           | -           | 23+    | 1+     |
| 2003-2004             | Vojvodina             | SS                    | 27         | 4          | CSM             | ?               | ?               | -                  | -                  | -                  | -           | -           | -           | 27+    | 4+     |
| Totale Vojvodina      | Totale Vojvodina      | Totale Vojvodina      | 77         | 7          |                 | ?               | ?               |                    | -                  | -                  |             | -           | -           | 77+    | 7+     |
| 2004                  | CSKA Mosca            | PL                    | 7          | 0          | CR              | 1               | 0               | UCL                | 4                  | 0                  | SR          | -           | -           | 12     | 0      |
| 2005                  | CSKA Mosca            | PL                    | 27         | 2          | CR              | 8               | 1               | CU+CU              | 9+5                | 0                  | SU          | 1           | 0           | 50     | 3      |
| 2006                  | CSKA Mosca            | PL                    | 26         | 3          | CR              | 6               | 0               | UCL                | 8                  | 0                  | SR          | 1           | 0           | 41     | 3      |
| 2007                  | CSKA Mosca            | PL                    | 22         | 4          | CR              | 3               | 0               | CU+UCL             | 2+4                | 0+1                | SR          | 1           | 0           | 32     | 5      |
| 2008                  | CSKA Mosca            | PL                    | 28         | 6          | CR              | 2               | 1               | CU                 | 6                  | 0                  | -           | -           | -           | 36     | 7      |
| 2009                  | CSKA Mosca            | PL                    | 26         | 9          | CR              | 3               | 0               | CU+UCL             | 4+6                | 0+4                | SR          | 1           | 0           | 40     | 13     |
| 2010                  | CSKA Mosca            | PL                    | 14         | 2          | CR              | -               | -               | UCL                | 3                  | 0                  | SR          | 1           | 0           | 18     | 2      |
| Totale CSKA Mosca     | Totale CSKA Mosca     | Totale CSKA Mosca     | 150        | 26         |                 | 23              | 2               |                    | 51                 | 5                  |             | 5           | 0           | 229    | 33     |
| 2010-2011             | Juventus              | A                     | 33         | 7          | CI              | 2               | 1               | UEL                | 6                  | 1                  | -           | -           | -           | 41     | 9      |
| 2011-2012             | Juventus              | A                     | 7          | 1          | CI              | 2               | 0               | -                  | -                  | -                  | -           | -           | -           | 9      | 1      |
| Totale Juventus       | Totale Juventus       | Totale Juventus       | 40         | 8          |                 | 4               | 1               |                    | 6                  | 1                  |             | -           | -           | 50     | 10     |
| 2012-2013             | Fenerbahçe            | SL                    | 13         | 0          | CT              | 6               | 1               | UCL+UEL            | 2+5                | 0                  | ST          | 1           | 0           | 27     | 1      |
| 2013-2014             | Bastia                | L1                    | 18         | 2          | CdL+CdF         | 2+1             | 0               | -                  | -                  | -                  | -           | -           | -           | 21     | 2      |
| 2014-2015             | Fenerbahçe            | SL                    | 0          | 0          | TK              | 0               | 0               | -                  | -                  | -                  | ST          | 0           | 0           | 0      | 0      |
| Totale Fenerbahçe     | Totale Fenerbahçe     | Totale Fenerbahçe     | 13         | 0          |                 | 6               | 1               |                    | 7                  | 0                  |             | 1           | 0           | 27     | 1      |
| 2015-2016             | Lechia Danzica        | EK                    | 23         | 4          | CP              | 1               | 0               | -                  | -                  | -                  | -           | -           | -           | 24     | 4      |
| 2016-2017             | Lechia Danzica        | EK                    | 34         | 2          | CP              | 1               | 0               | -                  | -                  | -                  | -           | -           | -           | 35     | 2      |
| 2017-2018             | Lechia Danzica        | EK                    | 29         | 1          | CP              | -               | -               | -                  | -                  | -                  | -           | -           | -           | 29     | 1      |
| Totale Lechia Danzica | Totale Lechia Danzica | Totale Lechia Danzica | 86         | 7          |                 | 2               | 0               |                    | -                  | -                  |             | -           | -           | 88     | 7      |
| Totale carriera       | Totale carriera       | Totale carriera       | 384        | 50         |                 | 38+             | 4+              |                    | 64                 | 6                  |             | 6           | 0           | 492+   | 60+    |

### Cronologia presenze e reti in Nazionale
| Cronologia completa delle presenze e delle reti in nazionale ― Serbia | Cronologia completa delle presenze e delle reti in nazionale ― Serbia | Cronologia completa delle presenze e delle reti in nazionale ― Serbia | Cronologia completa delle presenze e delle reti in nazionale ― Serbia | Cronologia completa delle presenze e delle reti in nazionale ― Serbia | Cronologia completa delle presenze e delle reti in nazionale ― Serbia | Cronologia completa delle presenze e delle reti in nazionale ― Serbia | Cronologia completa delle presenze e delle reti in nazionale ― Serbia |
| Data                                                                  | Città                                                                 | In casa                                                               | Risultato                                                             | Ospiti                                                                | Competizione                                                          | Reti                                                                  | Note                                                                  |
| --------------------------------------------------------------------- | --------------------------------------------------------------------- | --------------------------------------------------------------------- | --------------------------------------------------------------------- | --------------------------------------------------------------------- | --------------------------------------------------------------------- | --------------------------------------------------------------------- | --------------------------------------------------------------------- |
| 15-11-2006                                                            | Belgrado                                                              | Serbia                                                                | 1 – 1                                                                 | Norvegia                                                              | Amichevole                                                            | -                                                                     | 46’                                                                   |
| 24-3-2007                                                             | Almaty                                                                | Kazakistan                                                            | 2 – 1                                                                 | Serbia                                                                | Amichevole                                                            | -                                                                     |                                                                       |
| 28-3-2007                                                             | Belgrado                                                              | Serbia                                                                | 1 – 1                                                                 | Portogallo                                                            | Qual. Euro 2008                                                       | -                                                                     |                                                                       |
| 2-6-2007                                                              | Helsinki                                                              | Finlandia                                                             | 0 – 2                                                                 | Serbia                                                                | Qual. Euro 2008                                                       | -                                                                     | 85’                                                                   |
| 22-8-2007                                                             | Bruxelles                                                             | Belgio                                                                | 3 – 2                                                                 | Serbia                                                                | Amichevole                                                            | -                                                                     | 56’                                                                   |
| 8-9-2007                                                              | Belgrado                                                              | Serbia                                                                | 0 – 0                                                                 | Finlandia                                                             | Qual. Euro 2008                                                       | -                                                                     |                                                                       |
| 12-9-2007                                                             | Lisbona                                                               | Portogallo                                                            | 1 – 1                                                                 | Serbia                                                                | Qual. Euro 2008                                                       | -                                                                     | 61’                                                                   |
| 13-10-2007                                                            | Erevan                                                                | Armenia                                                               | 0 – 0                                                                 | Serbia                                                                | Qual. Euro 2008                                                       | -                                                                     | 73’                                                                   |
| 21-11-2007                                                            | Belgrado                                                              | Serbia                                                                | 2 – 2                                                                 | Polonia                                                               | Qual. Euro 2008                                                       | -                                                                     | 76’                                                                   |
| 24-11-2007                                                            | Belgrado                                                              | Serbia                                                                | 1 – 0                                                                 | Kazakistan                                                            | Qual. Euro 2008                                                       | -                                                                     | 19’ 24’                                                               |
| 6-2-2008                                                              | Skopje                                                                | Macedonia                                                             | 1 – 1                                                                 | Serbia                                                                | Amichevole                                                            | -                                                                     | 59’                                                                   |
| 6-9-2008                                                              | Belgrado                                                              | Serbia                                                                | 2 – 0                                                                 | Fær Øer                                                               | Qual. Mondiali 2010                                                   | -                                                                     |                                                                       |
| 10-9-2008                                                             | Saint-Denis                                                           | Francia                                                               | 2 – 1                                                                 | Serbia                                                                | Qual. Mondiali 2010                                                   | -                                                                     | 69’                                                                   |
| 11-10-2008                                                            | Belgrado                                                              | Serbia                                                                | 3 – 0                                                                 | Lituania                                                              | Qual. Mondiali 2010                                                   | 1                                                                     | 72’                                                                   |
| 15-10-2008                                                            | Vienna                                                                | Austria                                                               | 1 – 3                                                                 | Serbia                                                                | Qual. Mondiali 2010                                                   | 1                                                                     |                                                                       |
| 19-11-2008                                                            | Belgrado                                                              | Serbia                                                                | 6 – 1                                                                 | Bulgaria                                                              | Amichevole                                                            | -                                                                     |                                                                       |
| 10-2-2009                                                             | Nicosia                                                               | Cipro                                                                 | 0 – 2                                                                 | Serbia                                                                | Torneo di Cipro 2009 - Semifinale                                     | -                                                                     | 46’                                                                   |
| 11-2-2009                                                             | Nicosia                                                               | Ucraina                                                               | 1 – 0                                                                 | Serbia                                                                | Torneo di Cipro 2009 - Finale                                         | -                                                                     | 71’                                                                   |
| 28-3-2009                                                             | Costanza                                                              | Romania                                                               | 2 – 3                                                                 | Serbia                                                                | Qual. Mondiali 2010                                                   | -                                                                     |                                                                       |
| 1-4-2009                                                              | Belgrado                                                              | Serbia                                                                | 2 – 0                                                                 | Svezia                                                                | Amichevole                                                            | -                                                                     |                                                                       |
| 6-6-2009                                                              | Belgrado                                                              | Serbia                                                                | 1 – 0                                                                 | Austria                                                               | Qual. Mondiali 2010                                                   | -                                                                     |                                                                       |
| 10-6-2009                                                             | Tórshavn                                                              | Fær Øer                                                               | 0 – 2                                                                 | Serbia                                                                | Qual. Mondiali 2010                                                   | -                                                                     | 83’                                                                   |
| 12-8-2009                                                             | Città del Capo                                                        | Sudafrica                                                             | 1 – 3                                                                 | Serbia                                                                | Amichevole                                                            | -                                                                     | 46’                                                                   |
| 9-9-2009                                                              | Belgrado                                                              | Serbia                                                                | 1 – 1                                                                 | Francia                                                               | Qual. Mondiali 2010                                                   | -                                                                     |                                                                       |
| 10-10-2009                                                            | Belgrado                                                              | Serbia                                                                | 5 – 0                                                                 | Romania                                                               | Qual. Mondiali 2010                                                   | -                                                                     |                                                                       |
| 14-10-2009                                                            | Marijampolė                                                           | Lituania                                                              | 2 – 1                                                                 | Serbia                                                                | Qual. Mondiali 2010                                                   | -                                                                     | 46’                                                                   |
| 14-11-2009                                                            | Belfast                                                               | Irlanda del Nord                                                      | 0 – 1                                                                 | Serbia                                                                | Amichevole                                                            | -                                                                     | 46’                                                                   |
| 18-11-2009                                                            | Seul                                                                  | Corea del Sud                                                         | 0 – 1                                                                 | Serbia                                                                | Amichevole                                                            | -                                                                     |                                                                       |
| 3-3-2010                                                              | Algeri                                                                | Algeria                                                               | 0 – 3                                                                 | Serbia                                                                | Amichevole                                                            | -                                                                     | 67’                                                                   |
| 2-6-2010                                                              | Kufstein                                                              | Polonia                                                               | 0 – 0                                                                 | Serbia                                                                | Amichevole                                                            | -                                                                     | 69’                                                                   |
| 5-6-2010                                                              | Belgrado                                                              | Serbia                                                                | 4 – 3                                                                 | Camerun                                                               | Amichevole                                                            | 1                                                                     | 62’                                                                   |
| 13-6-2010                                                             | Belgrado                                                              | Serbia                                                                | 0 – 1                                                                 | Ghana                                                                 | Mondiali 2010 - 1º turno                                              | -                                                                     |                                                                       |
| 18-6-2010                                                             | Port Elizabeth                                                        | Germania                                                              | 0 – 1                                                                 | Serbia                                                                | Mondiali 2010 - 1º turno                                              | -                                                                     |                                                                       |
| 23-6-2010                                                             | Nelspruit                                                             | Australia                                                             | 2 – 1                                                                 | Serbia                                                                | Mondiali 2010 - 1º turno                                              | -                                                                     | 62’                                                                   |
| 11-8-2010                                                             | Belgrado                                                              | Serbia                                                                | 0 – 1                                                                 | Grecia                                                                | Amichevole                                                            | -                                                                     | 46’                                                                   |
| 3-9-2010                                                              | Tórshavn                                                              | Fær Øer                                                               | 0 – 3                                                                 | Serbia                                                                | Qual. Euro 2012                                                       | -                                                                     |                                                                       |
| 7-9-2010                                                              | Belgrado                                                              | Serbia                                                                | 1 – 1                                                                 | Slovenia                                                              | Qual. Euro 2012                                                       | -                                                                     | 46’                                                                   |
| 8-10-2010                                                             | Belgrado                                                              | Serbia                                                                | 1 – 3                                                                 | Estonia                                                               | Qual. Euro 2012                                                       | -                                                                     | 80’                                                                   |
| 12-10-2010                                                            | Genova                                                                | Italia                                                                | 3 – 0 tav                                                             | Serbia                                                                | Qual. Euro 2012                                                       | -                                                                     |                                                                       |
| 9-2-2011                                                              | Tel Aviv                                                              | Israele                                                               | 0 – 2                                                                 | Serbia                                                                | Amichevole                                                            | -                                                                     | 46’                                                                   |
| 25-3-2011                                                             | Belgrado                                                              | Serbia                                                                | 2 – 1                                                                 | Irlanda del Nord                                                      | Qual. Euro 2012                                                       | -                                                                     | 55’ 86’                                                               |
| 10-8-2011                                                             | Mosca                                                                 | Russia                                                                | 1 – 0                                                                 | Serbia                                                                | Amichevole                                                            | -                                                                     | 59’ 68’                                                               |
| 7-10-2011                                                             | Belgrado                                                              | Serbia                                                                | 1 – 1                                                                 | Italia                                                                | Qual. Euro 2012                                                       | -                                                                     | 76’                                                                   |
| 11-10-2011                                                            | Maribor                                                               | Slovenia                                                              | 1 – 0                                                                 | Serbia                                                                | Qual. Euro 2012                                                       | -                                                                     | 57’                                                                   |
| 11-11-2011                                                            | Santiago de Querétaro                                                 | Messico                                                               | 2 – 0                                                                 | Serbia                                                                | Amichevole                                                            | -                                                                     | 63’                                                                   |
| 14-11-2011                                                            | San Pedro Sula                                                        | Honduras                                                              | 2 – 0                                                                 | Serbia                                                                | Amichevole                                                            | -                                                                     | 46’                                                                   |
| Totale                                                                |                                                                       | Presenze                                                              | 46                                                                    |                                                                       | Reti                                                                  | 3                                                                     |                                                                       |

## Palmarès

### Club

#### Competizioni nazionali
- Campionato russo: 2

CSKA Mosca: 2005, 2006
- Coppa di Russia: 4

CSKA Mosca: 2004-2005, 2005-2006, 2007-2008, 2008-2009
- Supercoppa di Russia: 4

CSKA Mosca: 2004, 2006, 2007, 2009
- Campionato italiano: 1

Juventus: 2011-2012
- Türkiye Kupası: 1

Fenerbahçe: 2012-2013

#### Competizioni internazionali
- Coppa UEFA: 1

CSKA Mosca: 2004-2005

### Individuale
- Calciatore serbo dell'anno: 1

2009